# Camp de Beverloo

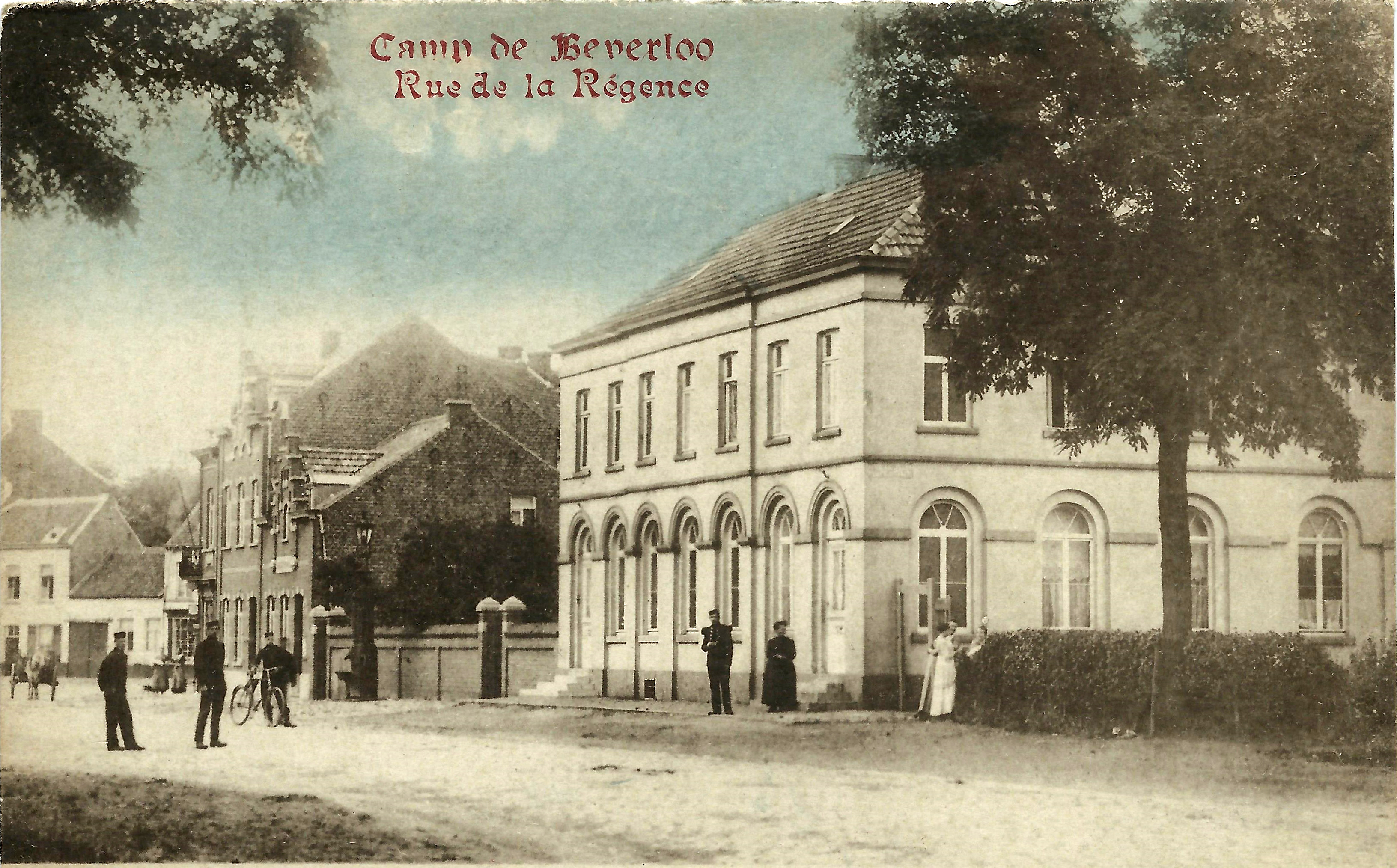
Carte postale représentant le camp de Beverloo au début du XXe siècle.

Camp de Beverloo (en néerlandais : Kamp van Beverloo ou Kamp van Beverlo) était une installation militaire à Bourg-Léopold en Belgique, 70 km au sud-est d'Anvers. À sa construction Bourg-Léopold faisait partie de la commune voisine de Beverloo d'où son nom. 

## Début

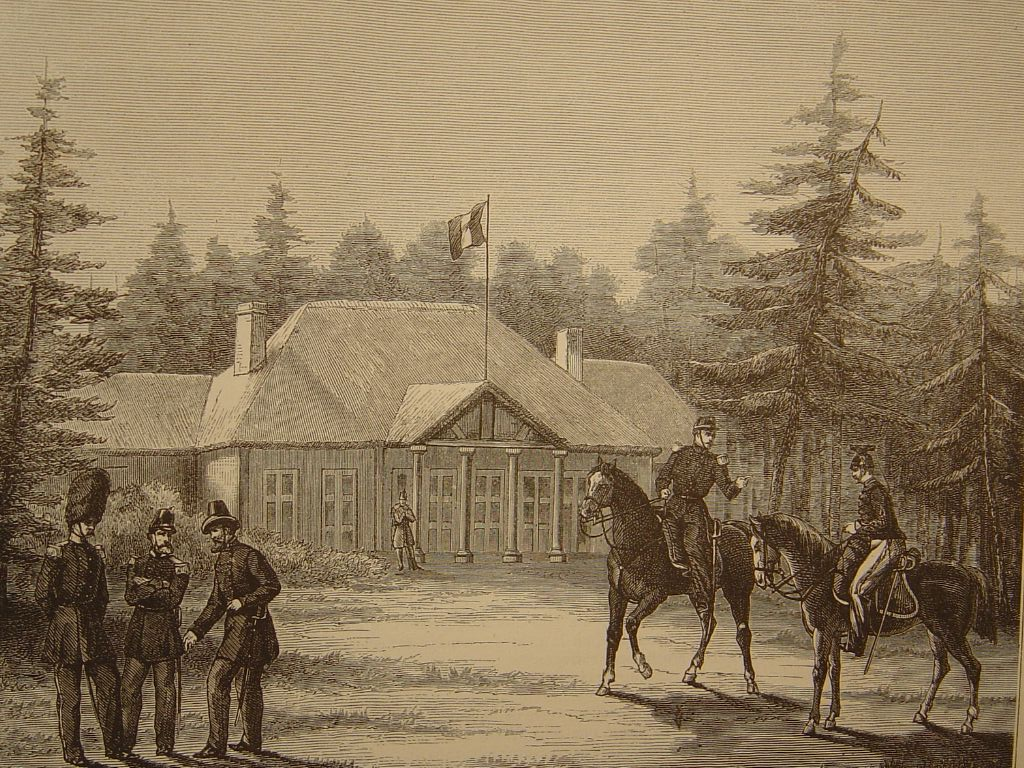
Le camp de Beverloo en 1872.

Le camp a été créé en 1835, peu après l'indépendance de la Belgique des Pays-Bas. Il acquit un caractère permanent en 1850. C'est aussi en 1850, que la commune de Bourg-Léopold fut détachée de Beverloo.

## Première Guerre mondiale
Pendant la Première Guerre mondiale et la Seconde Guerre mondiale, il a été occupé par les troupes allemandes. En mai 1944, le camp est bombardé par les forces alliées, endommageant certains blocs. Une partie du camp servait également de camp de prisonniers de guerre aux Allemands. 

### Conseil des soldats de Beverloo
Le Conseil des soldats de Beverloo a été créé par des soldats allemands mutins en novembre 1918 dans le cadre de la révolution de novembre. La première mutinerie, par des soldats alsaciens, s'est produite le 12 mai 1918. Ils ont travaillé en étroite collaboration avec le Conseil des soldats de Bruxelles. 

## Entre-deux-guerres
En 1920, les installations ont accueilli les épreuves de tir au pistolet et au fusil pour les Jeux olympiques d'été de 1920. Pendant ces événements, des ingénieurs militaires ont fait exploser des grenades à quatre kilomètres des stands de tir.

## Seconde Guerre mondiale

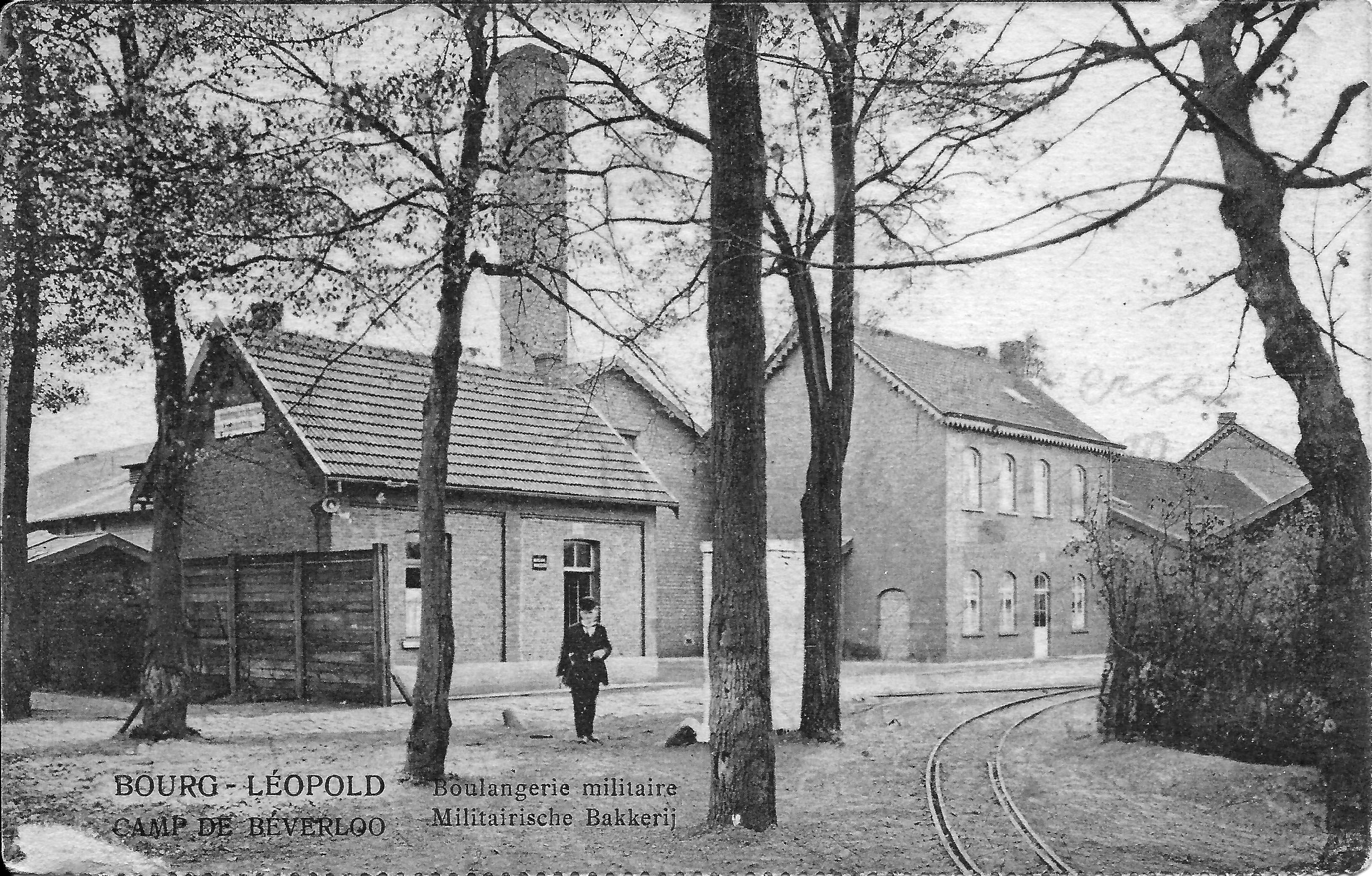
Boulangerie du camp au début du XXe siècle. Carte postale ancienne.

Pour la Seconde Guerre mondiale pendant l'occupation allemande après la bataille de France, 10 000 membres des Jeunesses hitlériennes formant la 12e division panzer SS Hitlerjugend ont été formés au camp. De fin mai 1943 à fin aout 1943, le camp hébergera également 3 bataillons de l'Indisches Infanterie-Regiment 950 (qui deviendra quelques mois plus tard, la légion indienne des volontaires de la Waffen SS).
Pendant la guerre, il a également été utilisé comme camp de transit pour l'Holocauste. Josef Nassy (en) y a été emprisonné pendant la Seconde Guerre mondiale.